# Kompania graniczna KOP „Wiżajny”

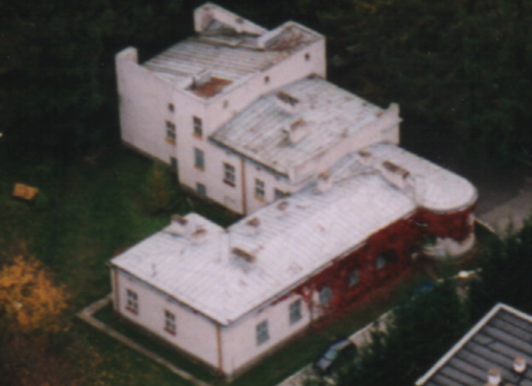
Koszary KOP w Rutce-Tartak.

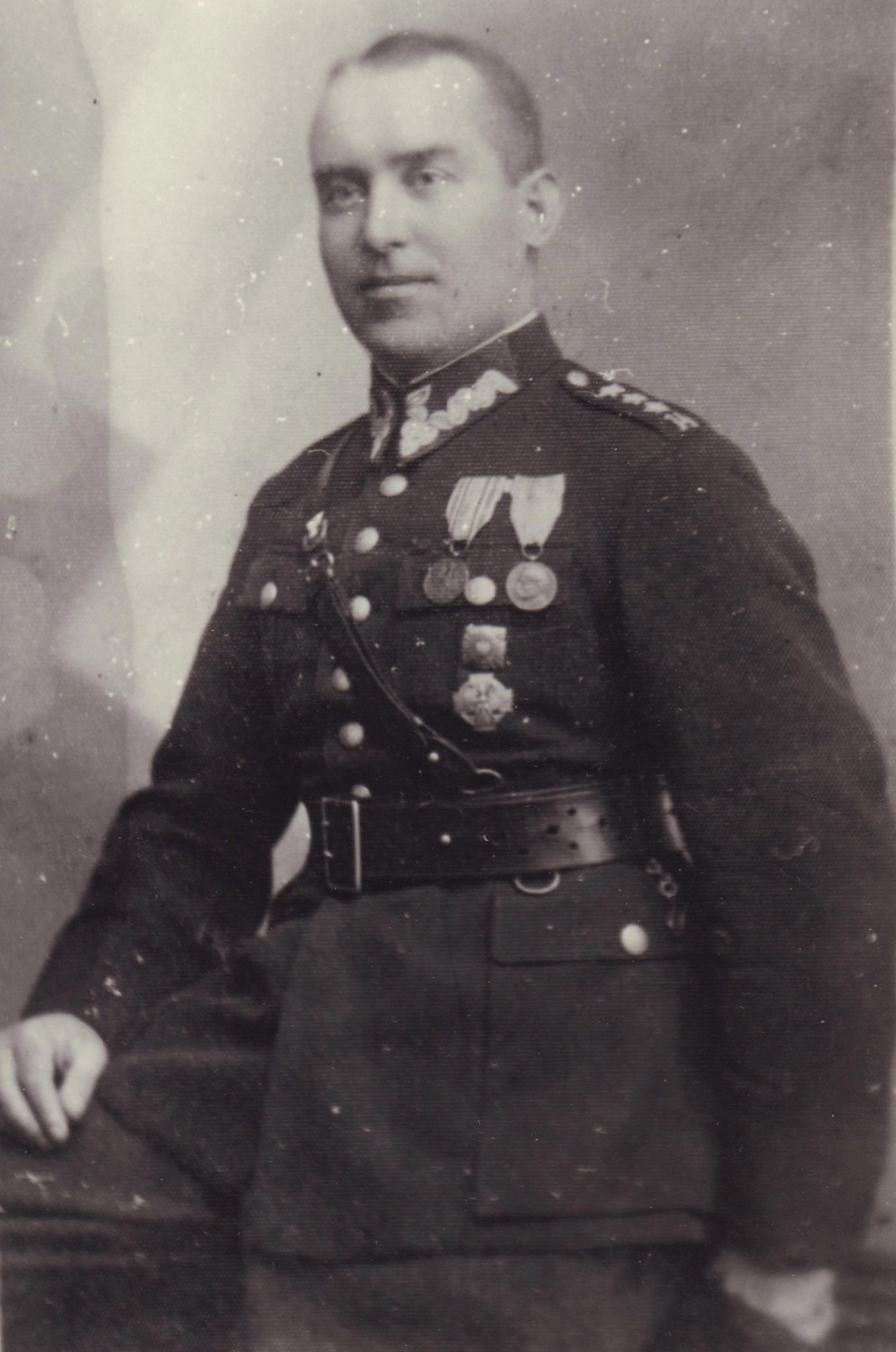
Kapitan Józef Bańczak - oficer 14 pp w latach 1923-1930 i 1933-1935, dowódca kompanii KOP „Wiżajny” na przełomie lat 1935/1936.

Kompania graniczna KOP „Wiżajny” – pododdział graniczny Korpusu Ochrony Pogranicza pełniący służbę ochronną na granicy polsko-litewskiej.

## Formowanie i zmiany organizacyjne
Na podstawie rozporządzenie Ministra Spraw Wewnętrznych nr 1099 ze stycznia 1926, w trzecim etapie organizacji Korpusu Ochrony Pogranicza, sformowano 23 batalion graniczny , a w jego składzie 1 kompanię graniczną KOP „Wiżajny”. W listopadzie 1936 kompania etatowo liczyła 2 oficerów, 8 podoficerów, 4 nadterminowych i 64 żołnierzy służby zasadniczej.
W 1937 1 kompania graniczna KOP „Wiżajny” podlegała dowódcy batalionu KOP „Sejny”. Później dowództwo kompanii przesunięto do Rutki-Tartak.

## Służba graniczna
Podstawową jednostką taktyczną Korpusu Ochrony Pogranicza przeznaczoną do pełnienia służby ochronnej był batalion graniczny. Odcinek batalionu dzielił się na pododcinki kompanii, a te z kolei na pododcinki strażnic, które były „zasadniczymi jednostkami pełniącymi służbę ochronną”, w sile półplutonu. Służba ochronna pełniona była systemem zmiennym, polegającym na stałym patrolowaniu strefy nadgranicznej i tyłowej, wystawianiu posterunków alarmowych, obserwacyjnych i kontrolnych stałych, patrolowaniu i organizowaniu zasadzek w miejscach rozpoznanych jako niebezpieczne, kontrolowaniu dokumentów i zatrzymywaniu osób podejrzanych, a także utrzymywaniu ścisłej łączności między oddziałami i władzami administracyjnymi. Miejscowość, w którym stacjonowała kompania graniczna, posiadała status garnizonu Korpusu Ochrony Pogranicza.
1 kompania graniczna „Wiżajny” w 1934 ochraniała odcinek granicy państwowej szerokości 40 kilometrów 300 metrów.
Wydarzenia:

- 21 września 1928 zasadzka pododcinka Wiżajny usiłowała zatrzymać trzech przemytników. Na wezwanie patrolu przemytnicy nie zatrzymali się. Patrol otworzył ogień. Ranny w nogę został Andrzej Zawadzki. Przemytnika odstawiono do szpitala w Suwałkach, a przemyt do Urzędu Celnego w Filipowie[7]

Sąsiednie kompanie graniczne:
- kompania graniczna KOP „Filipów” ⇔ 2 kompania graniczna KOP „Hołny Wolmera” – 1928[8] i 1929[9]
- kompania graniczna KOP „Filipów” ⇔ 4 kompania graniczna KOP „Puńsk” – 1932[10], 1934[11] i 1938[12]

## Struktura organizacyjna
| Struktura organizacyjna kompanii granicznej KOP „Wiżajny” | Struktura organizacyjna kompanii granicznej KOP „Wiżajny” | Struktura organizacyjna kompanii granicznej KOP „Wiżajny” | Struktura organizacyjna kompanii granicznej KOP „Wiżajny” |
| --------------------------------------------------------- | --------------------------------------------------------- | --------------------------------------------------------- | --------------------------------------------------------- |
| Lata                                                      | 1928 – 1929                                               | 1932                                                      | 1934 – 1938 i 1939                                        |
| Strażnice                                                 | strażnica KOP „Grzybina”                                  | strażnica KOP „Grzybina”                                  | strażnica KOP „Burniszki”                                 |
| Strażnice                                                 | strażnica KOP „Sudawskie”                                 | strażnica KOP „Sudawskie”                                 | strażnica KOP „Sudawskie”                                 |
| Strażnice                                                 | strażnica KOP „Wingrany”                                  | strażnica KOP „Wingrany”                                  | strażnica KOP „Wingrany”                                  |
| Strażnice                                                 | strażnica KOP „Kupowo”                                    | strażnica KOP „Kupowo”                                    | strażnica KOP „Kupowo                                     |
| Strażnice                                                 | strażnica KOP „Gromadziszki”                              |                                                           |                                                           |
| Inne                                                      |                                                           |                                                           | pluton odwodowy                                           |

## Dowódcy kompanii
- kpt. Babiński (był w 1930[13])
- kpt. Franciszek Mach (był w 1935)[14]
- kpt. Józef Bańczak[d] (XI 1935 - II 1936)
- kpt. Eugeniusz Ratyński
- kpt. Michał Świtalski[e] (był 20 II 1937[14] – IX 1939)